# Kappa Kappa Psi

Kappa Kappa Psi.

Kappa Kappa Psi (ΚΚΨ) est une fraternité américaine d'anciens élèves fondée en 1919 à l'université d'État de l'Oklahoma à Stillwater.